# The Wrong Object
 (novembre 2013).
Si vous disposez d'ouvrages ou d'articles de référence ou si vous connaissez des sites web de qualité traitant du thème abordé ici, merci de compléter l'article en donnant les références utiles à sa vérifiabilité et en les liant à la section « Notes et références ».
The Wrong Object est un groupe belge de jazz-rock progressif à géométrie variable. Inspiré par les esthétiques de Frank Zappa (à qui ils rendent régulièrement hommage sur scène) et de Soft Machine mais également influencé par des musiciens ou groupes récents tels que Amon Tobin, Jaga Jazzist et Aka Moon, il a constitué un répertoire personnel très hybride marqué, entre autres, par l'influence des musiques électroniques et des musiques néo-progressives.

## Historique
Fondé par le guitariste belge Michel Delville en 2002, il a multiplié les collaborations avec de nombreux musiciens de la scène jazz et rock belge et internationale, dont Elton Dean, Harry Beckett, Annie Whitehead, Robin Verheyen, Jean-Paul Estiévenart, Fred Delplancq, Damien Polard, Alex Maguire et Stanley Jason Zappa. Stories from the Shed a obtenu un « AMG Album Pick » de All Music Guide.
Il est signé sur le label new-yorkais Moonjune Records depuis 2006.

## Discographie et bibliographie partie
- 2004 : The Wrong Object feat. Ed Mann - Zappanale 2004 (Maximalist Records, promo CD)
- 2006 : The Unbelievable Truth (Moonjune Records) featuring Elton Dean
- 2007 : Platform One (Voiceprint) feat. Harry Beckett et Annie Whitehead
- 2008 : Stories from the Shed (Moonjune Records)
- 2008 : Live at Zappanale 2008 (Fazzul Music) feat. Stanley Jason Zappa et Nick Shrowaczewski
- 2013 : After the Exhibition (Moonjune Records)
- 2018: Zappa Jawaka (Off)
- 2019: Into the Herd (Off/MoonJune)
- 2024: In & Outflown Tapes (Off)

Autre
- Alex Maguire Sextet, Brewed in Belgium (Moonjune Records, 2008). Collaboration entre le pianiste anglais Alex Maguire et The Wrong Object.

## Musiciens
La composition actuelle[Quand ?] du groupe est la suivante :
- Michel Delville : guitare, voix, électronique
- Laurent Delchambre : batterie, électronique
- Marti Melia : saxophones et clarinette
- François Lourtie : saxophones
- Pierre Mottet : basse, électronique
- Antoine Guenet : claviers

## Filmographie
- 2015: Romantic Warriors III: Canterbury Tales (en) (DVD)